# کانوپی حبابی

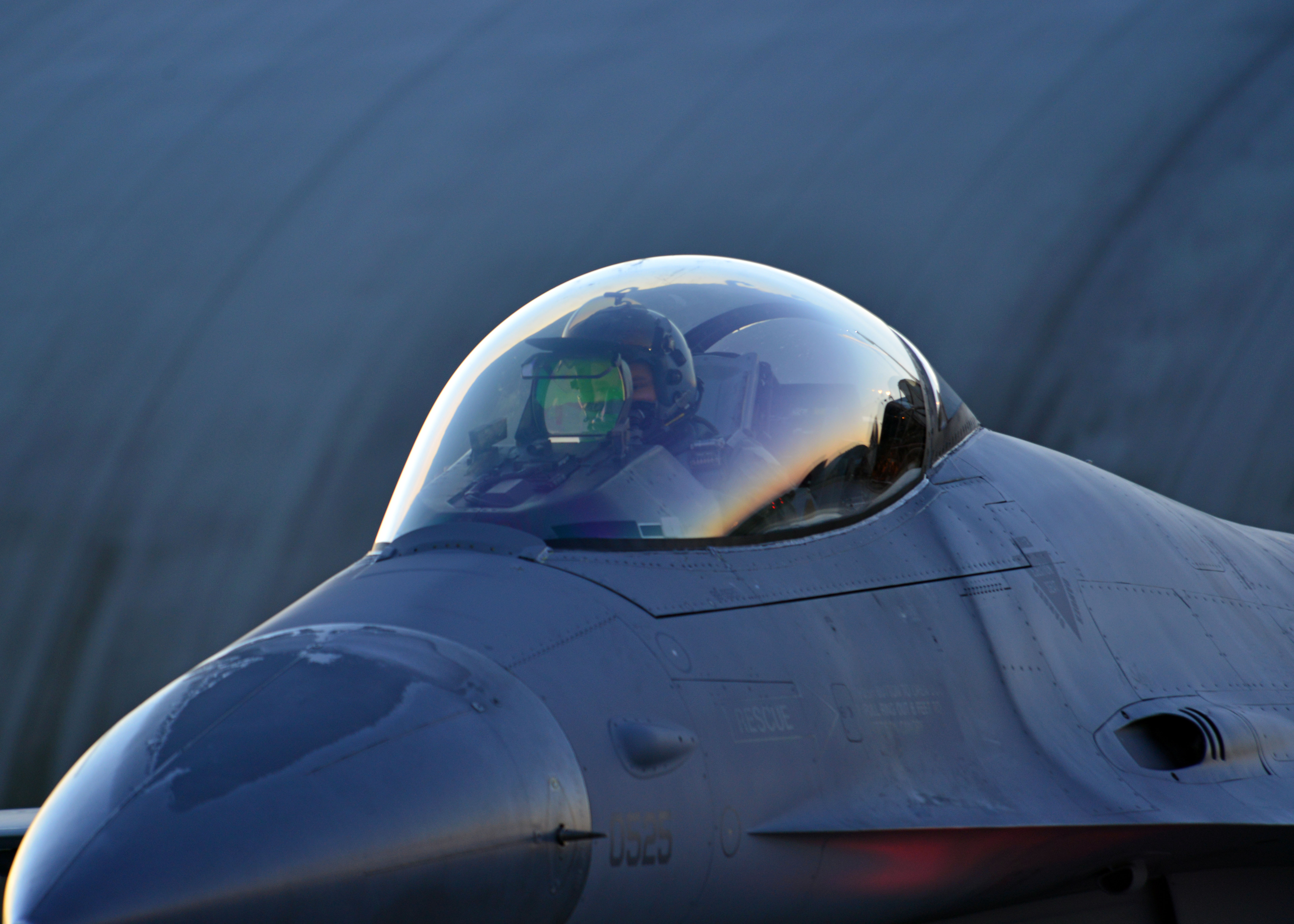
جنرال داینامیکس اف-۱۶ فایتینگ فالکن که دارای یک کانوپی حبابی است.

کانوپی حبابی(به انگلیسی: Bubble canopy) نوعی کانوپی هواپیما است که بدون مهاربندی ساخته می شود. هدف ایجاد میدان دید وسیع تر به صورت ۳۶۰ درجه برای خلبان بدون وجود مانع است.
طرح های کانوپی‌های حبابی می تواند به شدت متفاوت باشند. برخی از آن‌ها، مانند نسخه‌های بعدی چنس ووت اف۴یو کرسر، در قسمت عقب بالایی بدنه  تعبیه شده‌اند، در حالی که برخی دیگر، مانند کانوپی نورث امریکن پی-۵۱ ماستنگ و مدرن‌ترین هواپیماهای جنگی، همسطح با بدنه ساخته شده‌اند و دید بدون مانع از عقب را فراهم می‌کنند. کانوپی حبابی اگرچه در اوایل جنگ جهانی اول آزمایش شد، اما در طول جنگ جهانی دوم به طور گسترده مورد استفاده قرار گرفت و در تعدادی از هواپیماهای آمریکایی، بریتانیایی و ژاپنی، و عمدتا جنگنده‌ها، استفاده شد.
در دوران پس از جنگ، کانوپی حبابی به یکی از ویژگی های رایج هواپیماهای جنگنده جت تبدیل شد. در خارج از هواپیماهای جنگی، چنین کانوپی‌هایی برای چندین هلیکوپتر و هواپیماهای هوانوردی عمومی نیز به کار گرفته شده است، اغلب برای نقش هایی که به دید بیرونی بالایی نیاز دارند، مانند شناسایی هوایی.

## نمونه‌ها

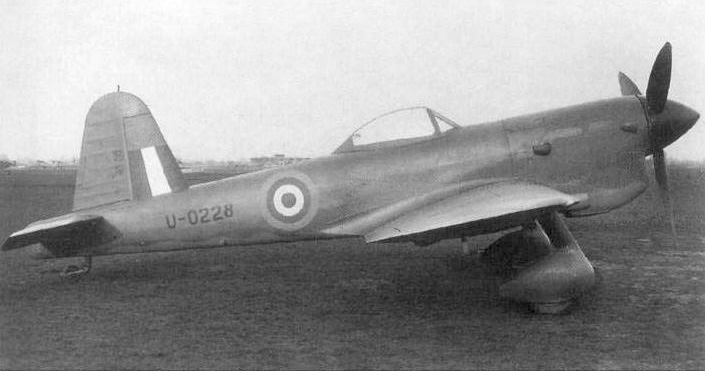
میل ام.۲۰ با کانوپی حباب دارِ بدون قابِ یک تکه که کل آن به سمت عقب می لغزد تا باز شود
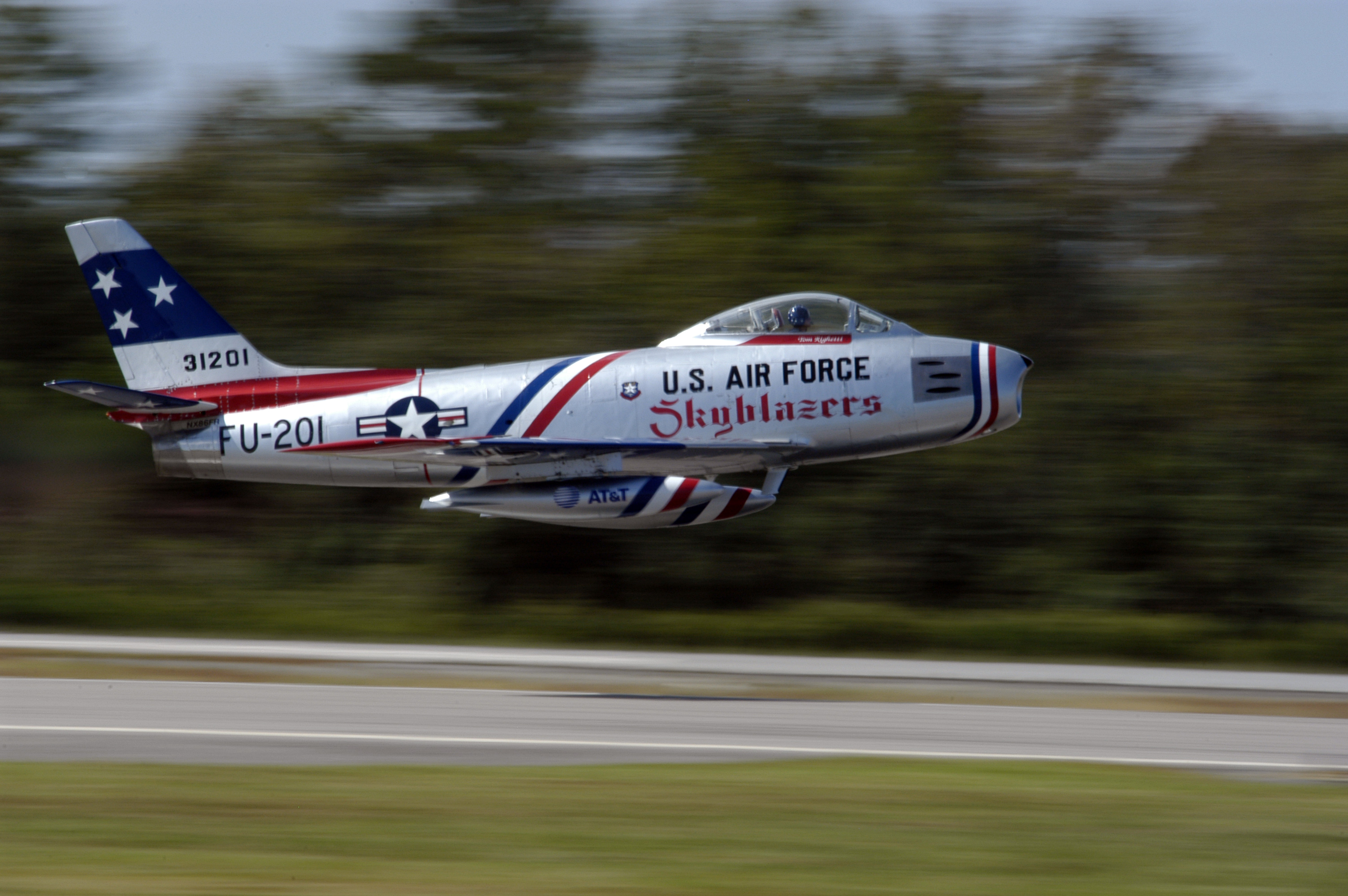
اف-۸۶ سابر
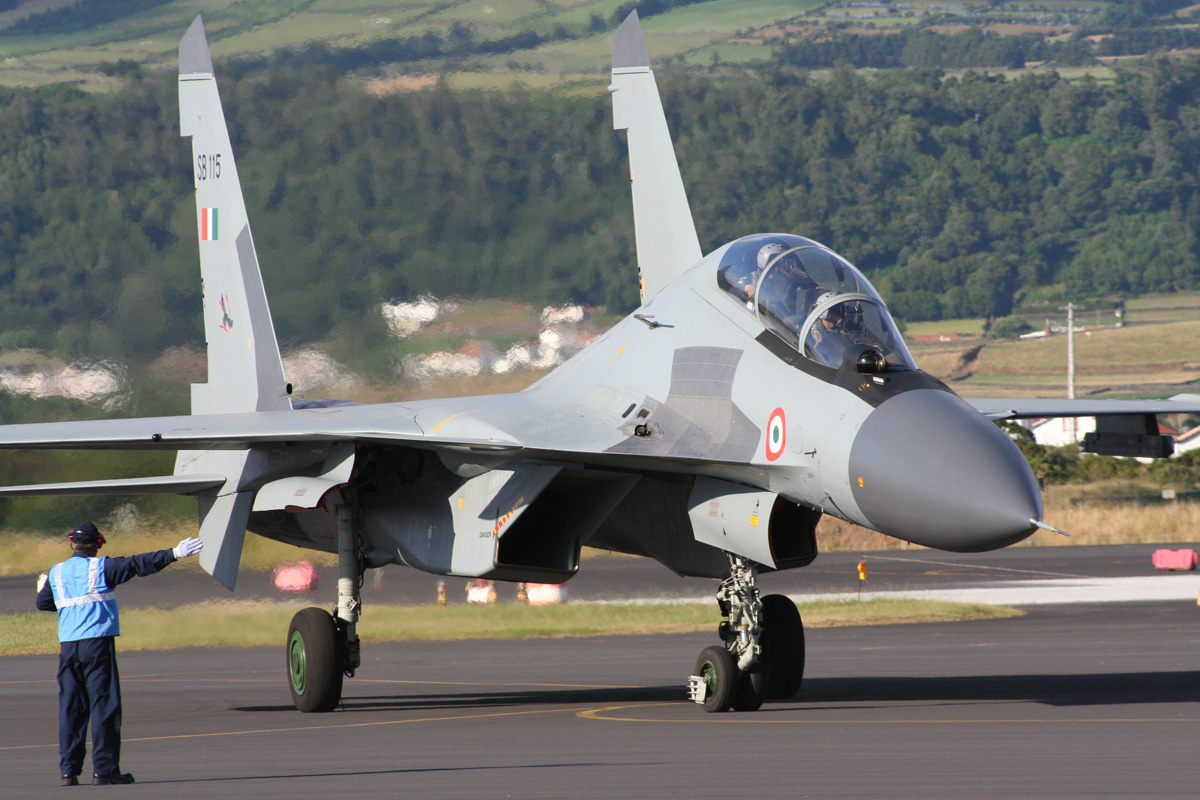
نمایی از کانوپی Su-30 MKI
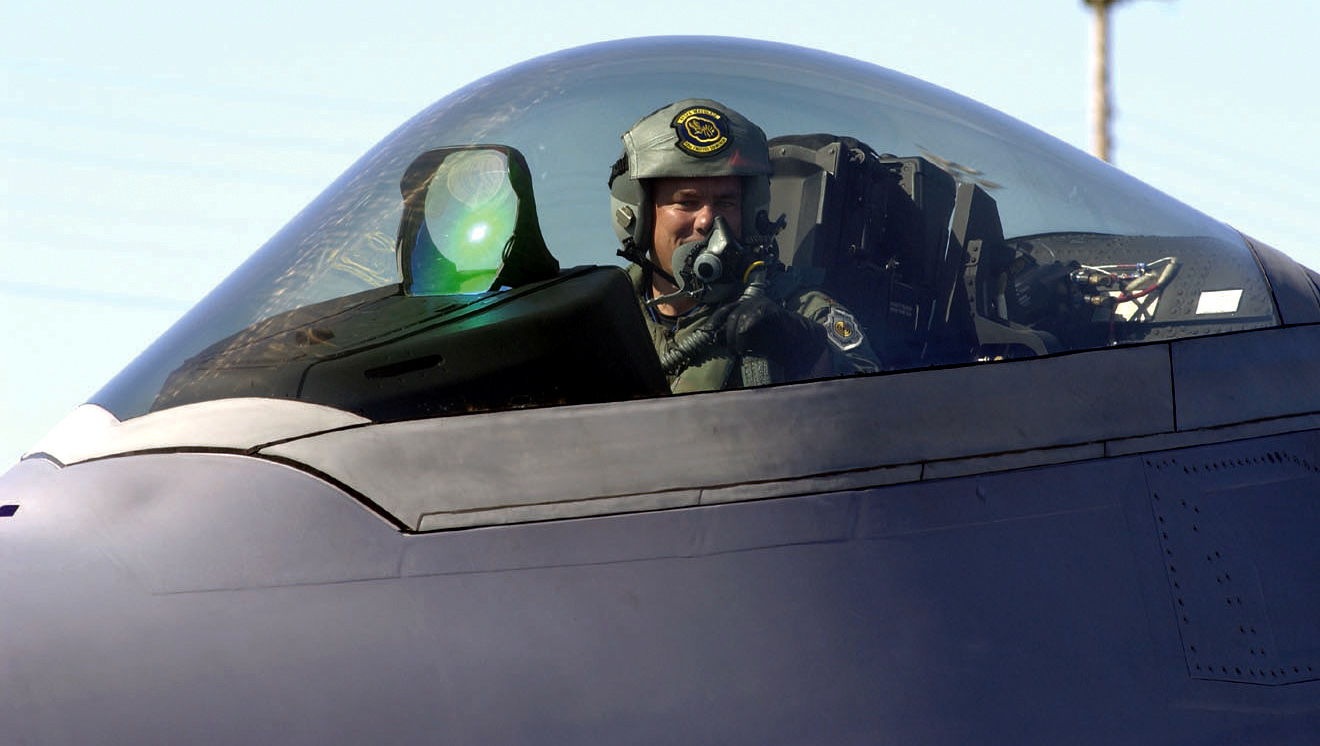
لاکهید مارتین اف-۲۲ رپتور که کانوپی بدون قاب و نمای ۳۶۰ درجه را برای خلبان فراهم می‌کند
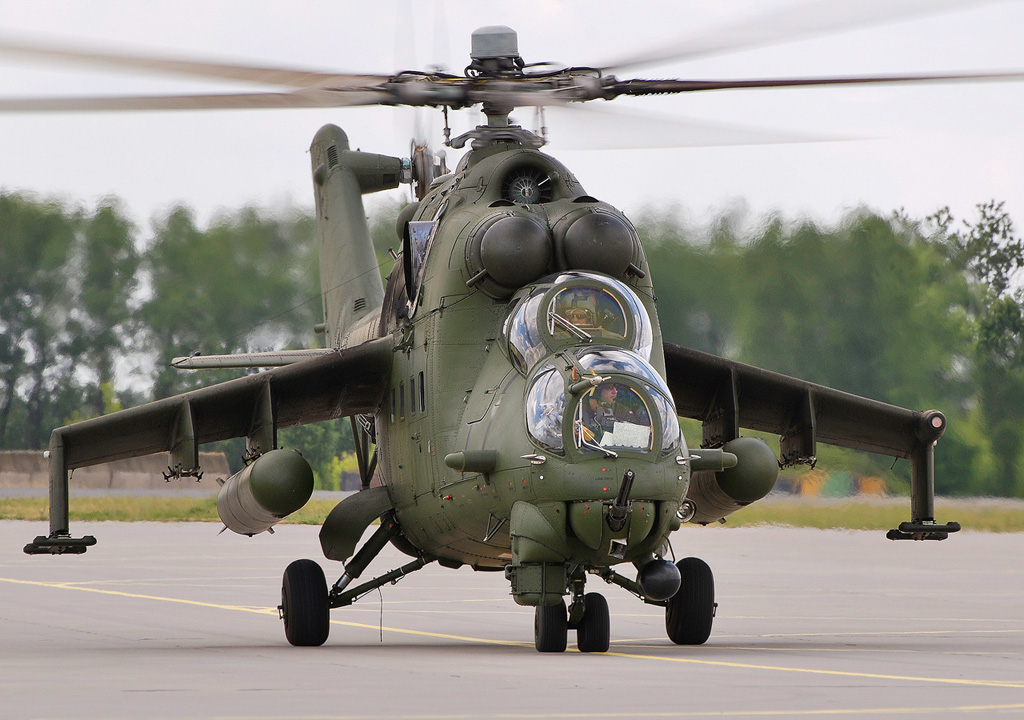
کانوپی‌های حبابی دوقلوی هلیکوپتر میل -۲۴ هیند
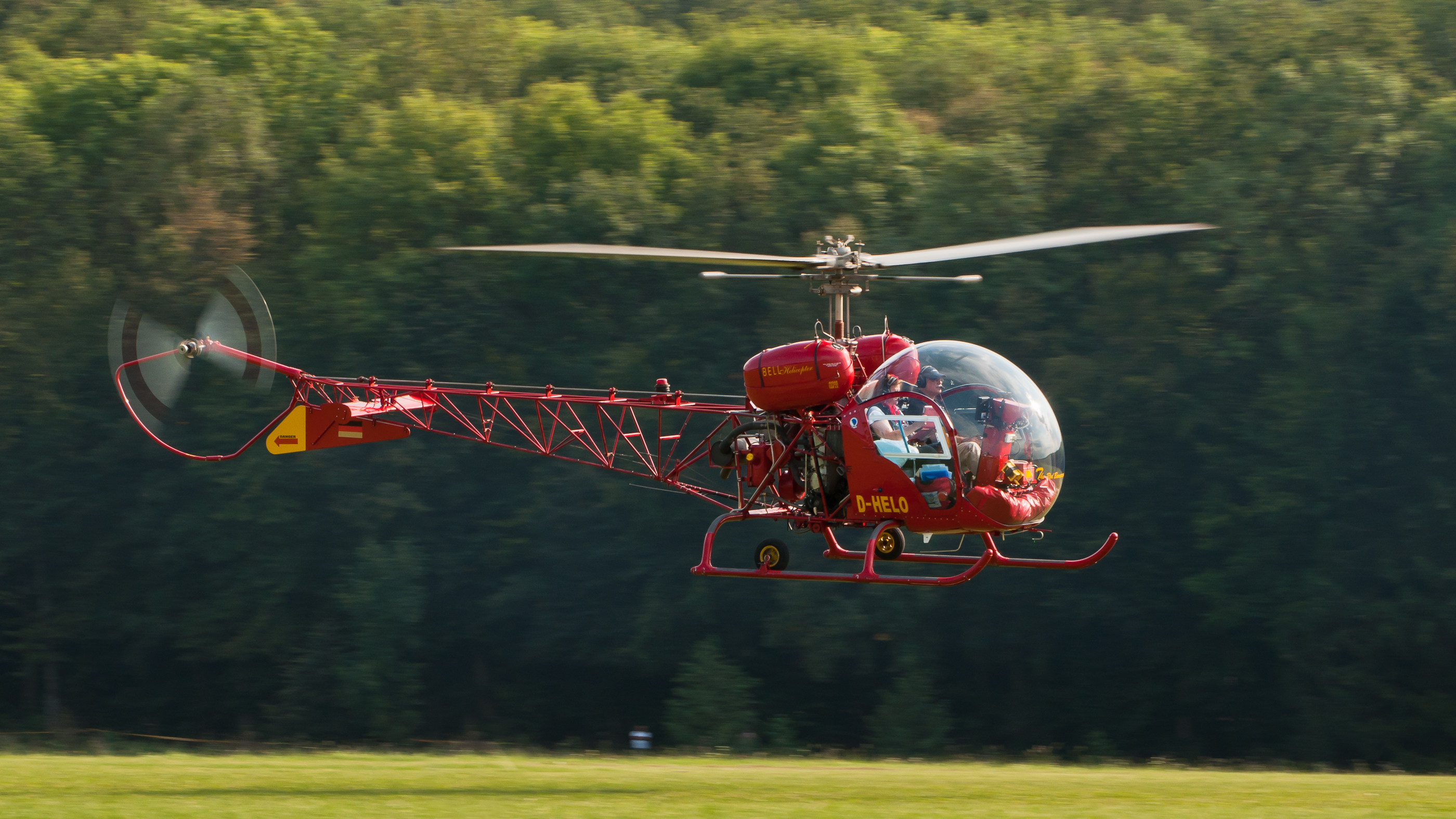
هلیکوپتر بل ۴۷ با کانوپی متمایز مشهور به "حباب صابون".

### کتابشناسی - فهرست کتب
- Bull, Stephen (2004). Encyclopedia of Military Technology and Innovation. Westport, Connecticut: Greenwood Publishing. ISBN 978-1-57356-557-8.
- "Optica—the bug-eyed observer". Flight International. Vol. 115, no. 3660. IPC Business Press. 12 May 1979. pp. 1591–1594 – via Flightglobal archive.
- Peacock, Lindsay. On Falcon Wings: The F-16 Story. RAF Fairford, United Kingdom: The Royal Air Force Benevolent Fund Enterprises, 1997. شابک ‎۱−۸۹۹۸۰۸−۰۱−۹.
- Stein, Michael and Peter Sandl. Information Ergonomics. Springer Science & Business Media, 2012. شابک ‎۳−۶۴۲۲۵۸−۴۰−۹.